# پلیزو
شهر پلیزو (به فرانسوی: Paliseul) در شهرستان نوفشتو (بلژیک)  در استان لوکزامبورگ  در منطقه فدرال والوون در کشور بلژیک واقع شده‌است.